# 高橋涉 (動畫演出家)
高橋涉（日语：／ Takahashi Wataru，1975年1月17日—），日本男性動畫演出家、動畫導演、編劇。SHIN-EI動畫所屬。

## 來歷、人物
高橋涉在日本電影學校（現日本電影大學）學習期間，立志成為一名商業剪輯師，但在求職過程中未能如願。他在導師、剪輯師岡安肇的鼓勵下，加入了SHIN-EI動畫。
在擔任電視系列和劇場版《蠟筆小新》的製作進行和製作主任後，他被導演水島努選中，擔任《蠟筆小新：風起雲湧 光榮燒肉之路》（2003年）的演出助手。他也參與了水島努執導的《哈雷小子FINAL (OVA第2期)》的分鏡、演出工作，高橋將水島努視為自己的導師。
水島努離開SHIN-EI動畫後，他在八角哲夫的指導下參與了《我們這一家》的製作。再次擔任演出助手後，他負責各集的演出。在重返《蠟筆小新》系列並負責《蠟筆小新：春日部野生王國》（2009年）的同時，他以《劇場版 3D我們這一家：超能力花媽》（2010年）首次擔任導演。隨後，他執導了他的第一部長片《蠟筆小新：大對決！機器人爸爸的反擊》（2014年）。該片獲得了由文化廳主辦的第18屆日本新媒體動漫藝術節動畫部門優秀獎。他重返導演崗位，執導了《蠟筆小新：爆睡！夢世界大作戰》（2016年）和《蠟筆小新：功夫小子 ～拉麵大亂鬥～》（2018年），其中前者是他與劇團一人共同編寫。
他負責了2017年在Amazon Prime上發佈的網路動畫《蠟筆小新外傳 妖怪與野原新之助》的劇本統籌和編劇。
在SHIN-EI動畫的求職面試中，他說他想參與《哆啦A夢》的製作，但當他被錄用並被分配擔任製作進行時，他卻被分配到《蠟筆小新》的製作。高橋後來從2010年到2013年，從事《哆啦A夢 (2005年版)》的分鏡、演出工作，主要用於9月的「哆啦A夢生日特别篇」。
截至2014年，他仍是單身，但截至2018年，他在《蠟筆小新：功夫小子 ～拉麵大亂鬥～》小冊子的一次採訪中透露，他已婚並育有一子。
最初，他以「高橋」姓氏表示，但現在「高」字寫為。

## 參加作品

### 電視動畫
| 放映年份    | 作品名稱           | 職稱                             |
| ----------- | ------------------ | -------------------------------- |
| 1992年—現在 | 蠟筆小新           | 製作進行→分鏡、演出、OP分鏡&演出 |
| 2002年      | 我們這一家         | 演出助手→分鏡、演出、編劇        |
| 2005年—現在 | 哆啦A夢 (2005年版) | 分鏡、演出                       |

### 電影動畫
| 上映年份 | 作品名稱                                  | 職稱             |
| -------- | ----------------------------------------- | ---------------- |
| 1998年   | 蠟筆小新：電擊！豬蹄大作戰                | 製作進行         |
| 1999年   | 蠟筆小新：爆發！溫泉激烈大決戰            | 製作進行         |
| 2000年   | 蠟筆小新：風起雲湧的叢林冒險              | 製作進行         |
| 2001年   | 蠟筆小新：風起雲湧 猛烈！大人帝國的反擊   | 製作主任         |
| 2002年   | 蠟筆小新：風起雲湧 壯烈！戰國大會戰       | 製作主任         |
| 2003年   | 蠟筆小新：風起雲湧 光榮燒肉之路           | 演出助手         |
| 2004年   | 蠟筆小新：夕陽下的春日部男孩              | 演出助手         |
| 2009年   | 蠟筆小新：春日部野生王國                  | 演出助手         |
| 2010年   | 蠟筆小新：我的超時空新娘                  | 分鏡、演出       |
| 2010年   | 劇場版 3D我們這一家：超能力花媽           | 導演、分鏡       |
| 2011年   | 蠟筆小新：黃金間諜大作戰                  | 分鏡、演出       |
| 2012年   | 蠟筆小新：我和我的宇宙公主                | 分鏡、演出       |
| 2013年   | 蠟筆小新：超級美味！B級美食大逃亡!!       | 分鏡             |
| 2014年   | 蠟筆小新：大對決！機器人爸爸的反擊        | 導演、分鏡       |
| 2015年   | 蠟筆小新：我的搬家物語 仙人掌大襲擊       | 分鏡、演出       |
| 2016年   | 蠟筆小新：爆睡！夢世界大作戰              | 導演、編劇、分鏡 |
| 2017年   | 蠟筆小新：宇宙人Pi力來襲!!                | 分鏡             |
| 2018年   | 蠟筆小新：功夫小子 ～拉麵大亂鬥～         | 導演、分鏡、演出 |
| 2019年   | 蠟筆小新：新婚旅行風暴 ～奪回廣志大作戰～ | 分鏡             |
| 2021年   | 蠟筆小新：謎案！天下春日部學院的怪奇事件  | 導演、分鏡       |
| 2025年   | 執迷男                                    | 導演             |

### OVA
| 發行年份 | 作品名稱                 | 職稱       |
| -------- | ------------------------ | ---------- |
| 2003年   | 哈雷小子FINAL (OVA第2期) | 分鏡、演出 |

### 網路動畫
| 發佈年份 | 作品名稱                      | 職稱           | 備註                       |
| -------- | ----------------------------- | -------------- | -------------------------- |
| 2017年   | 蠟筆小新外傳 妖怪與野原新之助 | 劇本統籌、編劇 | Amazon Prime Video獨家發佈 |
| 2020年   |                               | 導演           | 與SUNTORY「」的合作企劃    |

## 腳註

## 相關項目
- 日本動畫師列表（日语：アニメ関係者一覧）
- 水島努
- 日本電影學校（日语：日本映画大学）
- SHIN-EI動畫